# کازوهو میتسوتا
کازوهو میتسوتا (انگلیسی: Kazuho Mitsuta؛ زادهٔ ۲۰ اوت ۱۹۳۷) Director، تهیه‌کننده، planner اهل ژاپن است. وی بین سال‌های ۱۹۶۴ تا ۱۹۹۷ میلادی فعالیت می‌کرد.